# Sidney Jones
James Sidney Jones (ur. 17 czerwca 1861 w Londynie, zm. 29 stycznia 1946 tamże) – brytyjski kompozytor.

## Życiorys
Syn Sidneya Jonesa (1838–1914), dyrygenta Leeds Grand Theatre, początkowo występował jako klarnecista w orkiestrze prowadzonej przez ojca. W latach 90. XIX wieku podjął samodzielną działalność jako dyrygent, prowadził orkiestrę Prince of Wales’ Theatre, a od 1905 roku Empire Theatre w Londynie. W 1891 roku odbył podróż koncertową do Stanów Zjednoczonych i Australii. Zdobył sobie popularność jako twórca operetek, z których największy sukces odniosła The Geisha (1896). Po 1916 roku porzucił komponowanie, zmarł w zapomnieniu.

## Wybrane kompozycje
(na podstawie materiałów źródłowych)

### Operetki
- A Gaiety Girl (1893)
- An Artist’s Model (1895)
- The Geisha (1896)
- A  Greek Slave (1898)
- San Toy (1899)
- My Lady Molly (1902)
- The Medal and the Maid (1903)
- See, See (!906)
- King of Cadonia (z Frederickiem Rosse’em, 1908)
- A Persian Princess (z Marie Horne, 1909)
- The Girl from Utah (z Paulem Rubensem, 1913)
- The Happy Day (z Paulem Rubensem, 1916)

### Balety
- The Bugle Call (1905)
- Cinderella (1906)